# كرم البستاني
كرم البُسْتاني (1311 - 1386 هـ / 1894 - 1966 م) هو أديب لبناني.
هو كرم بن سليمان بن حسن البستاني، وهو أخو بطرس البستاني. أتقن اللغتين العربية والفرنسية، كما ألم باللغتين التركية والإنكليزية.

## آثاره
منها:
- أساطير شرقية
- المجاني الحديثة
- أميرات لبنان
- النساء العربيات
- مشاهدات في لبنان، ترجمة عن الفرنسية